# Ximen Bao
Ximen Bao fue un ingeniero hidráulico chino, filósofo y político. Fue ministro del gobierno y asesor judicial del marqués Wen de Wei (que reinó entre 445 y 396 aC) durante el período de los Estados Combatientes de la antigua China. 

## Trayectoria
Era conocido como un racionalista temprano, que hizo que el Estado de Wei aboliera la práctica inhumana de sacrificar personas al dios del río He Bo. Aunque al estadista anterior Sunshu Ao se le acredita como el primer ingeniero hidráulico de China (represando un río para crear un gran depósito de riego), Ximen Bao es acreditado como el primer ingeniero en China en crear un gran sistema de irrigación de canales.
Ximen Bao se hizo famoso en su vida y póstumamente por sus grandiosas obras en ingeniería hidráulica durante el siglo V a. C. Organizó una desviación masiva del río Zhang, que anteriormente fluía hacia el río Amarillo en Anyang. El nuevo curso que el río tomó bajo su proyecto de desviación llevó al río a encontrarse con el Río Amarillo más abajo en su curso en una curva cerca de la actual Tianjin. El río Zhang nace en las montañas de la provincia de Shanxi, fluye hacia el sureste, y en ese momento se suma a la carga de desbordamiento del río Amarillo. Sin embargo, en última instancia, el objetivo de este enorme proyecto de ingeniería fue irrigar una gran región agrícola de Henei (en la cuenca inferior izquierda del río Amarillo) al proporcionarle un canal de riego natural.
El trabajo en el sistema de canales comenzó en algún momento entre 403 aC y 387 aC, cuando el marqués Wen y su sucesor, el marqués Wu, reinaron sobre el estado de Wei. Debido a varios reveses (incluida una resistencia local temporal al servicio laboral de corvee) no se completó por completo hasta un siglo después, durante el tiempo del nieto de Wen, el rey Xiang (襄王) (319-296 aC). Fue durante este tiempo que el ingeniero Wei Shi Chi completó el trabajo de Ximen Bao.

## Legado
En honor del proyecto de desviación del Río Zhang, la población local hizo una popular canción sobre ella, como se registra en la obra histórica de la época de la Dinastía Han del historiador Ban Gu.

### Citas
1. 1 2  Needham, Joseph (June 1970). Science and Civilisation in China (en inglés). Cambridge University Press. ISBN 9780521070607. Consultado el 23 de abril de 2018.